# Luzzu
Il luzzu (in italiano luzzo, plurale luzzi) è l'imbarcazione da pesca tradizionale dell'arcipelago maltese.

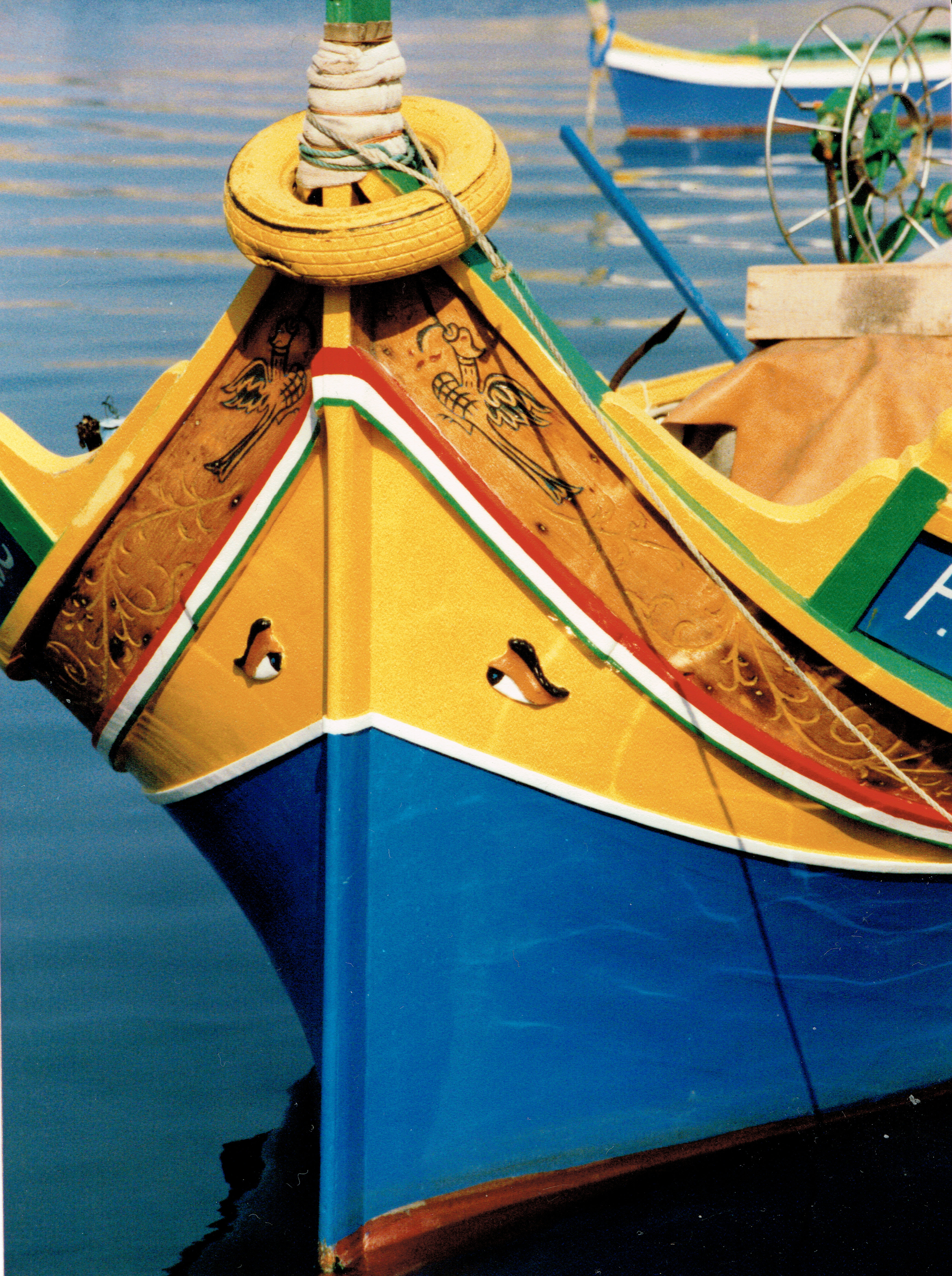
La prua di un luzzu

Tradizionalmente hanno colori vivaci con tonalità di giallo, rosso, verde e blu. Sulla prua vengono, di solito, dipinti due occhi che, si suppone, siano una moderna riproposizione di una simile decorazione che compariva sulle navi fenicie e greche. Di solito ci si riferisce a questi occhi chiamandoli occhi di Osiride o di Horus.

## Storia
Il luzzu è di antica origine, potrebbe risalire ai tempi dei fenici e la sua sopravvivenza è dovuta alle sue qualità di resistenza e stabilità anche in condizioni di tempo cattivo. Ne esiste anche un tipo con un traversa squadrata detto Cavicchio (Kajjik).
In tempi passati il luzzu era armato con una vela, mentre ai giorni nostri quasi tutti sono dotati di un motore diesel entrobordo. L'impiego principale al quale sono destinati è ancora la pesca anche se alcuni esemplari sono stati trasformati, per turismo, in trasporto passeggeri.
La città di Marsa Scirocco è particolarmente famosa per il grande numero di luzzu che vi stazionano.
Il luzzu è anche uno dei simboli di Malta, tanto che venne raffigurato anche sul verso delle monete delle lire maltesi.